# Lone Pine
Lone Pine is een plaats (census-designated place) in de Amerikaanse staat Californië, en valt bestuurlijk gezien onder Inyo County. Lone Pine telt zo'n 1655 inwoners (census 2000) en ligt op de grens van de woestijn van het Grote Bekken in het noorden en de Mojavewoestijn in het zuiden.
Op 26 maart 1872 verwoestte een aardbeving een groot deel van de plaats en doodde 27 van 250 tot 300 bewoners. Het gebied werd sinds prehistorische tijden bewoond door Paiute. De eerste blanken verschenen hier in de winter van 1861-62. Een aantal Paiute en Shoshone leven hier in een reservaat.

## Geografie

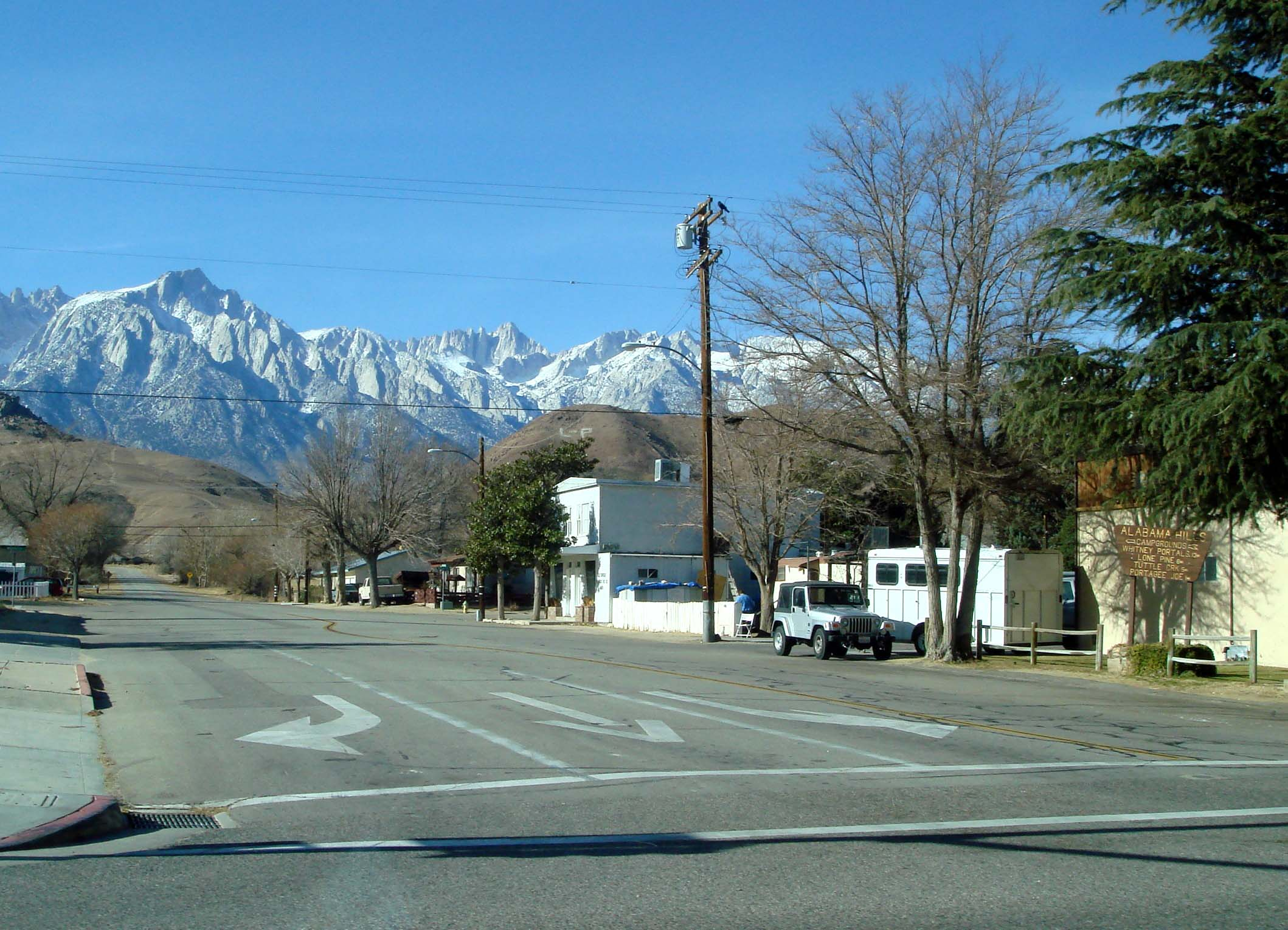
Zicht op Mount Whitney vanuit Lone Pine

Volgens het United States Census Bureau beslaat de plaats een oppervlakte van 48,5 km², waarvan 48,2 km² land en 0,3 km² water. Lone Pine ligt in Owens Valley, op ongeveer 1382 m boven zeeniveau.
Ten westen van de plaats liggen de Alabama Hills. Ze werden zo genoemd door sympathisanten van de Geconfedereerde Staten van Amerika om de oorlogsdaden van de CSS Alabama te gedenken. Vanaf Lone Pine zijn de Mount Whitney, 4421 m hoog, en de Lone Pine Peak duidelijk te zien. Deze bergen maken deel uit van de Amerikaanse Sierra Nevada. Mount Whitney is de hoogste berg van de Verenigde Staten buiten Alaska en kan relatief gemakkelijk (zonder technisch materiaal) beklommen worden. Voor de klim naar Mount Whitney zijn er specifieke regels en is er een speciale vergunning nodig. Het hoogteverschil tussen Mount Whitney en Lone Pine bedraagt meer dan 2500 meter, dit maakt de vallei (Owens Valley) een van de diepste van de Verenigde Staten.
De meest nabije grotere stad in vogelvlucht is Fresno (zo'n 150 kilometer) aan de andere zijde van de Sierra Nevada, maar aangezien er hier geen weg over de Sierra loopt, zijn Bakersfield (250 km) en Lancaster (225 km) de meest nabije toegankelijke steden.

### Klimaat
Lone Pine ligt in de woestijn van het Grote Bekken en kent een woestijnklimaat (Köppen BW). Er valt slechts 140 millimeter neerslag per jaar, en dit vooral in de winter (gegevens van het weerstation van Independence).

## Bezienswaardigheden
- het Lone Pine Film History Museum dat de herinnering levendig houdt aan de talloze films die in Lone Pine werden gedraaid.

## Trivia
In het spel GTA San Andreas kan men veel persiflages van Californische plaatsen tegenkomen waaronder Lone Pine, die hier de naam Angel Pine draagt.

## Plaatsen in de nabije omgeving
De onderstaande figuur toont nabijgelegen plaatsen in een straal van 56 km rond Lone Pine.

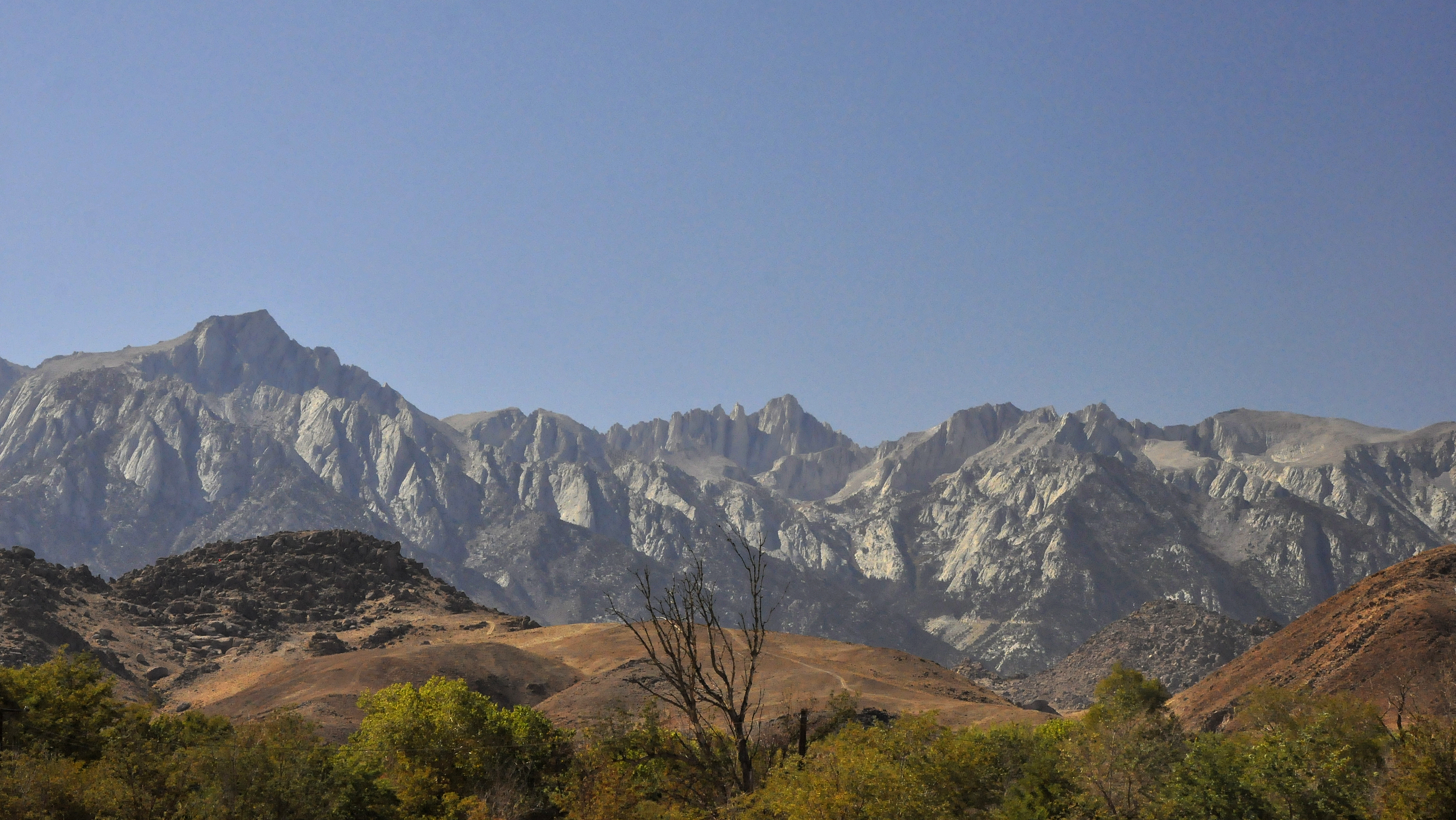
Lone Pine Peak (links) 3945 m en Mount Whitney (centraal) 4421 m